# Ziarat
Ziarat (ourdou : زیارت) est le chef-lieu du district de Ziarat, dans la province du Baloutchistan, au Pakistan. Ziarat abrite le dernier le lieu de résidence de Muhammad Ali Jinnah, la résidence de Quaid-e-Azam.